# آررز (کالیفرنیا)
آررز (به انگلیسی: Arroz) یک منطقهٔ مسکونی در ایالات متحده آمریکا است که در شهرستان یولو، کالیفرنیا واقع شده‌است. آررز ۴۹ متر بالاتر از سطح دریا قرار دارد.